# Merck KGaA

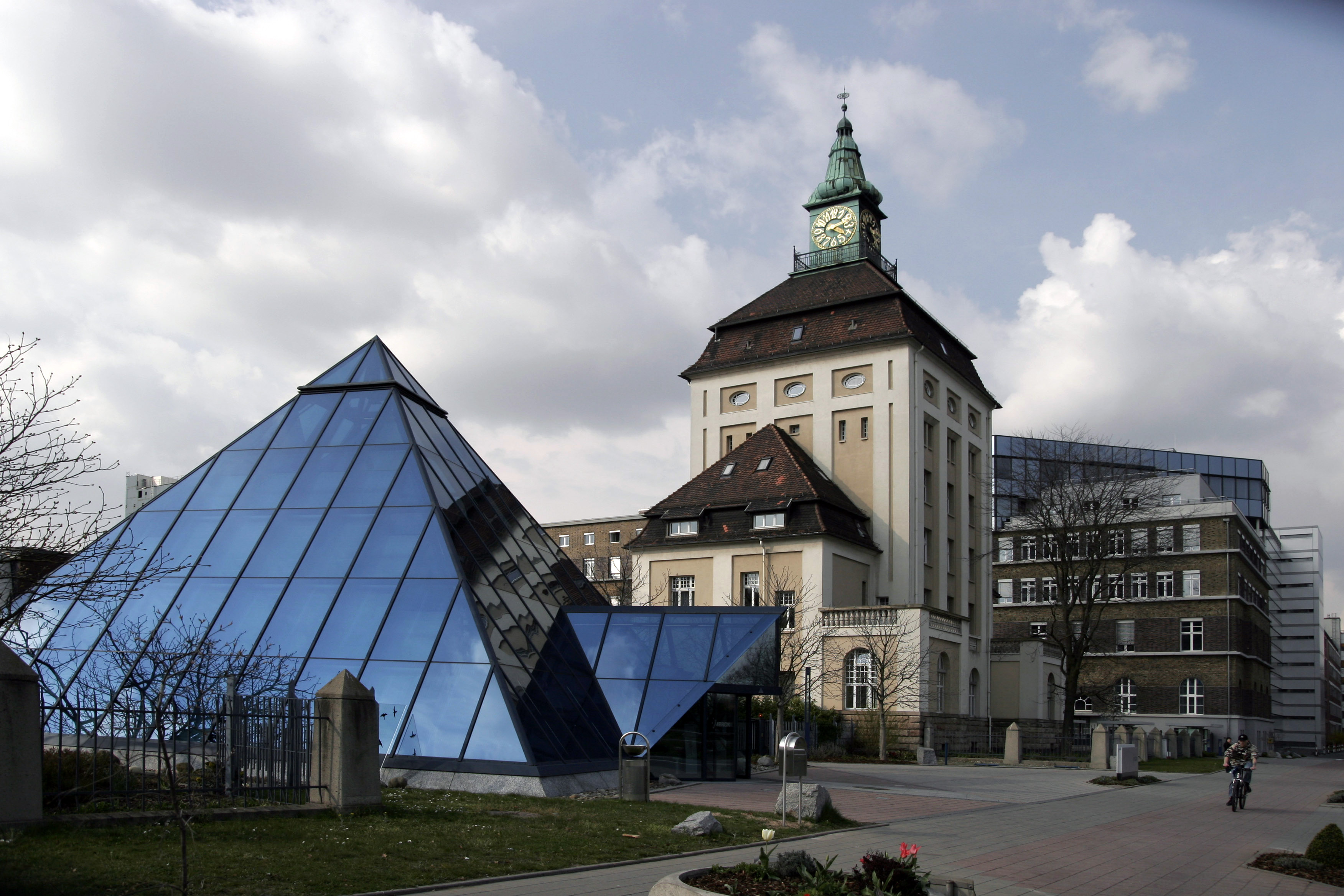
Sede da Merck KGaA em Darmstadt.

Merck é uma empresa alemã da indústria química, farmacêutica e de ciências biológicas fundada em 1668 com sede em Darmstadt.
A Merck é independente da empresa farmacêutica norte-americana Merck & Co., uma ex-filial da Merck alemã, que após o final da Primeira Guerra Mundial sofreu expropriações de bens, resultando na criação homónima da empresa estadunidense. Com a expropriação, a atual Merck KGaA perdeu também os direitos da marca Merck no mercado norteamericano, atuando nesta área sob a marca EMD (derivado de Emanuel Merck, Darmstadt).
Listada no índice alemão DAX da Bolsa de Valores de Frankfurt desde 15 de junho de 2007, a empresa, empregando mundialmente cerca de 50.000 pessoas, atua em 60 países através de 192 representações e participações, inclusive no Brasil e em Portugal. Com 54 locais de produção em 24 países a Merck é líder mundial no mercado dos cristais líquidos.
Com a compra da empresa suíça Serono em 2006 a empresa tornou-se o maior grupo de biotecnologia da Europa.